# Нарамалли Сивапрасад
Нарамалли Сивапрасад (телугу నారమల్లి శివప్రసాద్; 11 июля 1951, Читтур, Мадрас — 21 сентября 2019, Ченнаи) — индийский актёр и политик.

## Биография
Родился 11 июля 1951 года в деревне Пултипалли округа Читтур в семье Нагайя и его жены Ченгаммы. Участь в школе, он познакомился с Н. Чандрабабу Найду, вместе с которым проучился вплоть до выпускного, а также дебютировал на сцене в спектакле Paruvu Kosam («Ради чести») в 1966 году. В 1972 году женился на А. Виджаялакшми, которая впоследствии родила ему двоих дочерей.
После школы он получил степень бакалавра медицины в медицинском колледже Шри Венкатешвары в Тирупати.
Однако его любовь к сцене привела его в театр, а затем в кино. Вскоре он стал очень востребованным актёром. Сивапрасад снялся примерно в 30 фильмах, и несколько из них стали хитами. Он также снял четыре фильма как режиссёр. В 2005 году он получил премию «Нанди» за исполнение отрицательной роли в триллере Danger. В последний раз актёр появился на экране в фильме Doosukelatha (2013).
По просьбе своего друга детства Найду, в 1995 году занявшего пост главного министра штата Андхра-Прадеш, Сивапрасад сделал перерыв в своей кинокарьере, чтобы заняться политикой. Он избирался в Ассамблею штата от избирательного округа Сатьяведу дважды: 1999—2004 и 2004—2009 годах, а также занимал пост министра по информации и связям с общественностью в правительстве Найду с 1999 по 2001 год. Позже он дважды становился депутатом Лок сабхи (2009—2014 и 2014—2019), представляя избирательный округ Читтур
С 2009 по 2014 год Сивапрасад привлекал внимание нации своими яркими демонстрациями в парламенте. В то время как остальные депутаты протестовали против раздела штата, держа плакаты, Сивапрасад приходил к зданию правительства, одетый в костюмы различных персонажей, среди которых были Харишчандра, Махатма Ганди, М. Карунанидхи и Чхатрапати Шиваджи. 
После раздела Сивапрасад был избран в Лок сабху на второй срок, во время которого он возглавлял акции протеста партии Телугу Десам.
В 2018 году он вновь прибегнул к переодеванию, выступая за присвоение штату Андхра-Прадеш особого статуса. Наибольшее внимание, в том числе международных СМИ, ему удалось привлечь надев костюм Гитлера
Сивапрасад был помещён в больницу Тирупати на неделю 12 сентября 2019. Позже он был переведен в Госпиталь Аполло в Ченнаи, поскольку состояние его здоровья ещё больше ухудшилось. Нарамалли скончался 21 сентября около 2 часов дня в результате почечной недостаточности.